# Pinel-Hauterive
Pinel-Hauterive è un comune francese di 543 abitanti situato nel dipartimento del Lot e Garonna nella regione della Nuova Aquitania.

## Società

### Evoluzione demografica
Abitanti censiti